# パク・チユン
パク・チユン（朝: 박지윤、漢: 朴志胤、1982年1月3日 - ）は、韓国の歌手、女優。1994年、ヘテ製菓CFでデビュー。

## 来歴
- 1993年、12歳の時にハイティーン雑誌のモデルを皮切りに、翌1994年にヘテ製菓のCFに出演。同年、TVドラマ『恐竜先生』で女優デビュー。
- 1997年、アルバム『Parkjiyoon First』で歌手デビュー。
- 2001年、北米大陸を横断。

## 学歴
- 慶熙大学校 ポストモダン音楽学科
- 慶熙大学校言論情報大学院文化コンテンツ学修士課程

## 出演作品

### ドラマ
- 1993年-1995年: SBS 《恐竜先生》 ... 女子高生役
- 1996年 : MBC 《男女6人恋物語》... パク・チユン役
- 1999年 : SBS 《ゴースト〜永遠の愛〜》 ... イ・ジュニ(李準喜)役
- 2004年 : SBS 《2004人間市場》 ... オ・ダヘ役
- 2007年 : MBC 《大劇院〜もうひとつの夜半歌聲〜》 ... 徐英（シュウ・イン）役
- 2008年 : SBS 《飛天舞》 ... タルガ・ソルリ役
- 2011年 : SBS 《私に嘘をついてみて》 ... パクマネジャー役
- 2012年 : チャンネルA 《グッバイマヌル〜僕と妻のラブバトル》 ... オ・ヒャンギ（ヒャンスク)役
- 2012年-2013年 : KBS 《ファミリー》 ... ウ・ジユン役
- 2013年-2014年 : KBS 《キレイな男》 ... ミョミ役
- 2014年 : Mnet 《エンターテイナーズ》 ... パク・チユン役

### 映画
- 1998年 : 《ファースト・キス》 ... ガソリンスタンド店員役
- 2010年 : 《ソウル》 ... チヘ役
- 2010年 : 《回復》 ... ナレーション
- 2012年 : 《グレープ・キャンディ》 ... ウン・ソラ役

## 音楽

### アルバム
- 1997年 : 1st『Parkjiyoon First』
- 1998年 : 2nd『Blue Angel』
- 1999年 : 3rd『The Age Ain't Nothing But A Number』
- 2000年 : 4th『成人式』
- 2000年 : ベストアルバム『Forever Park Ji Yoon』
- 2002年 : 5th『Man』
- 2003年 : 6th『Woo〜Twenty One』
- 2009年 : 7th『花、また一番目』
- 2012年 : 8th『木になる夢』

### シングル
- 2012年 : 1st『Quiet Dream』
- 2013年 : 2nd『ミスター』
- 2014年 : 3rd『インナースペース』
- 2014年 : 4th『Yoo Hoo』